# Степанов, Пахом
Пахом Степанов (род. в 1794 году в деревне Осинки Вязниковского уезда Владимирской губернии) — помещичий крестьянин. Работал в интересах Михаила Петровича Погодина, занимался поиском и покупкой древностей для погодинской коллекции. Был тесно связан с Василием Федоровичем Моржаковым — также вязниковским крестьянином и агентом Погодина.
"В Нижнем Новгороде, на ярмарке, он (Погодин) устремлялся в «низменные лубочные балаганы», где сидели его «приятели-антикварии с древними рукописями, старопечатными книгами, старинными образами, резными крестами, шитыми пеленами. Московские купцы Н. П. Филатов, Т. Ф. Большаков, Д. В. Пискарев и В. Я. Лопухин, петербуржец A. И. Кастерин, нижегородцы Михаил Зубов, А. Г. Головастиков и Г. Дребежжанов, вятич И. К. Изергин, вязниковские крестьяне B. Ф. Моржаков и Пахом Степанов, Федор Герасимов из-под Владимира, иконник Тюлин из Мстёры и другие старинщики продавали М. П. Погодину не только рукописи, которые он скупал тысячами, но и произведения изобразительного искусства».
От Пахома Степанова Погодин получил много редких, ценных для истории книг, в частности старинную азбуку времен царя Алексея Михайловича. Она представляла собой длиннющий, чуть ли «не в версту», список-столбец, чудо каллиграфии и оформительского искусства. Другая «степановская» азбука была несколько моложе — петровского времени. Она также была писана столбцом. Наряду с грамматикой в ней содержались сведения по арифметике, практические советы, как писать письма, давался перевод наиболее употребимых в обиходе иностранных слов. Особый интерес представлял полученный от Степанова Хронограф: прекрасного письма, с обстоятельным предисловием и означением годов. Последнее позволяло, как заявлял Погодин, перейти к «важным заключениям».
Состоял в переписке с Михаилом Погодиным, причём она продолжалась и после того, как Погодин продал казне свою коллекцию. В частности, в апреле 1861 года Пахом спрашивал у Погодина совета о том, как ему лучше поступить в связи с отменой крепостного права.
В 1865 году Пахом Степанович Головкин вступил в Самарское второй гильдии купечество — вместе с вдовой своего старшего сына Павла Марфой Антоновной и её детьми (Степаном, Григорием и Авдотьей) и своим младшим сыном Гаврилой, его женой Марией Мироновной и их детьми (Кузьмой, Иваном, Александром и Пелагеей).